# Martinet sagrat
El martinet sagrat (Egretta sacra) és una espècie d'ocell de la família dels ardèids (Ardeidae) que habita costes, platges i manglars de les illes Andaman i Nicobar, Sud-est Asiàtic, des de Myanmar cap a l'est fins a Vietnam, sud de la Xina, sud del Japó i de Corea, Hainan, Taiwan, illes Ryukyu, Filipines, Indonèsia, Nova Guinea i illes properes, illes Marianes i Marshall i cap al sud fins Nova Caledònia, Tonga, Loyauté, Tubuai, Tuamotu i Oeno, fins a Cocos, i Christmas. Costa d'Austràlia i Nova Zelanda.